# ارمناک علیا
ارمناک علیا، روستایی از توابع بخش مرکزی شهرستان میاندوآب در استان آذربایجان غربی ایران است. برخی وجه تسمیه نام این روستا را به دلیل بنیان‌گذاری آن توسط ارمنیان می‌دانند. زبان مردم ساکن این روستا، ترکی آذربایجانی است.

## جمعیت
این روستا در دهستان مکریان شمالی قرار دارد و براساس سرشماری مرکز آمار ایران در سال ۱۳۸۵، جمعیت آن ۴۵۳ نفر (۸۱ خانوار) بوده‌است.